# سنت بنت لو کرئو
سنت بنت لو کرئو (به فرانسوی: Saint-Bonnet-le-Courreau) ناحیه ای در مرکز فرانسه است.

## جغرافیا
رودخانه لیگنون د فورز نیز از این ناحیه منشا میگیرد.